# Dragon Ball Z: The Legacy of Goku
Dragon Ball Z: The Legacy of Goku is een computerspel voor de Game Boy Advance, gebaseerd op de animeserie Dragon Ball Z. Het is een actierollenspel ontwikkeld door Webfoot Technologies en uitgebracht in 2002. Het spel werd opgevolgd door twee sequels: Dragon Ball Z: The Legacy of Goku II, uitgekomen in 2003, en Dragon Ball Z: Buu's Fury, uitgebracht in 2004.

## Gameplay
De spellen zijn action-adventure RPG's. De speler bestuurt een Dragon Ball-personage en ervaart verschillende onderdelen van de franchise. Gevechten vormen de belangrijkste focus van het spel. De speler kan op knop A drukken om een fysieke aanval uit te voeren, of op knop B om aanvallen uit te voeren door energieballen af te schieten. Energieaanvallen leiden ertoe dat een energiemeter daalt, maar deze laadt weer op wanneer hij niet in gebruik is. In latere spellen in de reeks komen ook transformaties voor, die het personage tijdelijk sterker maken. Door tegenstanders te verslaan, verzamelt de speler ervaringspunten, waardoor het personage sterker wordt. In The Legacy of Goku II en Buu's Fury kan de speler ook gebruikmaken van een zogenaamde scouter, een apparaat om voorwerpen of levende wezens te lokaliseren en hun kracht te meten.

## Verhaal
The Legacy of Goku volgt het verhaal van Dragon Ball Z tot aan de vernietiging van de planeet Namek, waar Goku het enige speelbare personage is. Goku reist door verschillende stadia, waaronder verschillende locaties op de aarde en planeet Namek. Hij doet niet alleen ervaring op door vijanden te verslaan, maar ook door eenvoudige missies te voltooien. In de laatste fase verandert Goku in een Super Saiyan om Frieza te verslaan.
The Legacy of Goku II vervolgt het verhaal waar het eerste spel ophield en gaat door tot het einde van de Cell Games Saga, wanneer Gohan de kwaadaardige Android Cell verslaat. Ondanks dat het "The Legacy of Goku" in de titel heeft, is Goku het minst speelbaar in dit spel. De speler begint het spel als Gohan en ontgrendelt geleidelijk Piccolo, Vegeta, Trunks en ten slotte Goku als speelbare personages.  
Buu's Fury is het derde en laatste spel in de serie en concentreert zich op de laatste delen van de Dragon Ball Z-serie, namelijk de gevechten met Majin Buu. In tegenstelling tot zijn voorgangers werd dit spel enkel in Noord-Amerika uitgebracht.

## Personages
The Legacy of Goku-spellen hebben een verscheidenheid van speelbare personages uit het Dragon Ball-universum. In het eerste spel was alleen Goku speelbaar, maar in de volgende spellen in de serie zijn er meerdere personages speelbaar, waaronder: Gohan, Piccolo, Vegeta, Trunks (kind en toekomst), Goten en Hercule. In Buu's Fury werd een Fusion concept geïmplementeerd die het mogelijk maakt bepaalde karakters te fuseren met elkaar, wat hun statistieken stimuleert en hun uiterlijk verandert. De drie beschikbare fusie-personages in het spel zijn: Gotenks, Gogeta, en een eenmalig speelbare Vegito.